# روبرت دبليو. وارد
روبرت دبليو. وارد (بالإنجليزية: Robert W. Ward)‏ هو سياسي أمريكي، ولد في 26 نوفمبر 1929 في الولايات المتحدة، وتوفي في 3 أبريل 1997 في نفس البلد. حزبياً، نشط في الحزب الجمهوري.